# Cameron Woki
Cameron Woki (* 7. listopadu 1998 Saint-Denis) je ragbista hrající za francouzský klub Racing 92 převážně na pozici druhořadníka. V roce 2022 byl součástí nejlepší sestavy francouzské ligy jako hráč Bordeaux Bégles. 
V roce 2018 se stal mistrem světa do 20 let. Ve finále porazila Francie Anglii 33:25 a Woki položil první pětku v zápase. S reprezentací Francie vyhrál v roce 2022 Six Nations. Reprezentační premiéru zažil na Six Nations 2020 proti Anglii. Zúčastnil se MS 2023 a odehrál všechny zápasy jako člen základní sestavy. 
Jeho rodiče jsou z Konžské demokratické republiky.